# Thalassianthus aster
Espèce
Thalassianthus aster est une espèce d'anémones de mer de la famille des Thalassianthidae.